# Rožkovany
Rožkovany (Hongaars: Roskovány) is een Slowaakse gemeente in de regio Prešov, en maakt deel uit van het district Sabinov.
Rožkovany telt 1.307 inwoners.